# دانش آموز (فیلم ۱۹۸۸)
دانش آموز (به فرانسوی: L'Étudiante) فیلمی محصول سال ۱۹۸۸ و به کارگردانی کلود پینوتو است. در این فیلم بازیگرانی همچون سوفی مارسو، ونسان لندون و الیزابت ویتالی ایفای نقش کرده‌اند.